# No Bra Day
No Bra Day den 13 oktober är en årlig temadag där kvinnor avstår från att bära behå som ett sätt att uppmärksamma kampen mot bröstcancer. Ursprungligen, från 2011, var det den 9 juli och dagen kallades "BRA Day". Den hade startats av plastikkirurgen Mitchell Brown i Toronto, och ”BRA” hade då betydelsen "Breast Reconstruction Awareness". Brown ville öka kvinnors medvetenhet om möjlighet och tillgänglighet till rekonstruktiv bröstkirurgi. Dessutom ville man öka medvetenheten om bröstcancerscreening, uppmärksamma kvinnor på tidiga bröstcancersymtom och uppmuntra till regelbundna självundersökningar.
Dagen flyttades efter tre år till 13 oktober (månaden är sedan 1985 Pink Ribbon Month, med syfte att just ge uppmärksamhet åt betydelsen av tidig screening.)
Redan första året skrevs och talades det om evenemanget som en "No Bra Day". Andra året, 2012, räknades 400 000 delatagare, 250 000 på facebook. År 2017 arrangerades temadagen i 30 länder, däribland Nya Zeeland, Rumänien, Malaysia, Skottland, Indien och Ghana. Fler än 80 000 kvinnor lade då in bilder på twitter och instagram. Under åren därefter har det behålösa modet blivit starkt internationellt etablerat, i hög grad på grund av att många kända kvinnor uppfattats som förebilder.
Men dagen är kontroversiell då vissa anser att den sexualiserar kvinnokroppar. Andra menar att den effektivt ger viktig uppmärksamhet åt en allvarlig sjukdom och kan innebära ökat stöd från samhället och bidra till att sjukdomen tidigare upptäcks, får mer forskningsmedel och mer resurser till sjukvården. Andra ser det som ett mode, med rötter i tidig feminism och 68-rörelsen, designern Rudi Gernreichs tankar på 1960-talet, som slog igenom starkt på 1970- och 80-talen och som kom tillbaka i feministiska rörelser som Free the Nipple och kroppspositivism på 2000-talet.